# ۱۱ دی
۱۱ دی دویست و هشتاد و هفتمین روز از سال در گاه شماری خورشیدی است. به پایان سال ۷۸ روز (۷۹ روز در سال کبیسه) مانده‌ است.

## رویدادها
- ۱ ژانویه نخستین روز سال در گاه‌شماری میلادی
- ۱۲۹۳ - پایان حمله عثمانی جهت اشغال تبریز در جنگ جهانی اول
- ۱۳۴۸ - تصویب قانون حمایت حقوق مؤلفان و مصنفان و هنرمندان در مجلس شورای ملی [۱]
- ۱۳۶۷ - نامه روح‌الله خمینی به میخائیل گورباچف
- ۱۳۹۸ - اجرای مراسم حکم قصاص آرمان عبدالعالی عامل جنایت قتل غزاله شکور و توقف اجرای حکم در پی مهلت دادن اولیای دم

## زادروزها
- ۱۲۸۸ - گلچین گیلانی، شاعر
- ۱۲۹۹ - حسین وحید خراسانی، مرجع تقلید شیعه
- ۱۳۱۱ - حسین خواجه امیری، خواننده
- ۱۳۲۹ - ویگن داوودی، صدابردار
- ۱۳۵۰ - حمیدرضا پگاه، بازیگر
- ۱۳۷۳ - سردار آزمون، بازیکن فوتبال
- ۱۳۸۲ - امیر ابراهیم‌زاده، بازیکن فوتبال

## درگذشت‌ها
- ۱۳۸۹ - علی اشرف والی، نقاش
- ۱۴۰۲ - کامیلا باتمانقلیچ، روان‌شناس و نیکوکار